# Куркова, Бэлла Алексеевна
Бэ́лла Алексе́евна Курко́ва (26 декабря 1935, Брянск, СССР — 19 января 2023, Санкт-Петербург, Россия) — советский и российский деятель телевидения, редактор, журналистка, продюсер. Генеральный директор Пятого канала (1992—1995). Заслуженный работник культуры РСФСР (1985), лауреат Премии Правительства Российской Федерации в области средств массовой информации (2018).

## Биография
Родилась 26 декабря 1935 года в Брянске. В 1959 году окончила факультет журналистики Ленинградского университета.
После окончания Ленинградского государственного университета около трёх лет проработала в посёлке Певек Чукотского национального округа собственным корреспондентом газеты «Советская Чукотка».
С 1962 года — корреспондент ленинградской детской газеты «Ленинские искры».
С 1968 года — на Ленинградском телевидении. Была редактором, заместителем главного редактора редакции информации, с 1978 года — главный редактор редакции детских и молодёжных программ, с 1986 года — главный редактор художественного вещания Ленинградского телевидения. С апреля 1988 года — создатель и главный редактор программы «Пятое колесо».
Была членом КПСС с 1963 по 1991 год (официально из КПСС не выходила).
В марте 1990 года при поддержке блока «Демократические выборы-90» избрана народным депутатом Ленсовета и народным депутатом РСФСР. Активно поддерживала мэра Санкт-Петербурга Анатолия Собчака.
С 7 июня 1991 пo 3 июля 2000 года — директор Ленинградской дирекции Всероссийской государственной телерадиовещательной компании (ВГТРК).
С октября 1992 года — председатель Федеральной телерадиовещательной службы «Россия» (ФТС — ТВ России), созданной на основе ликвидированной указом Бориса Ельцина телекомпании «Петербург». Позже телерадиовещательная служба «Россия» указом Ельцина была переименована в государственную телерадиокомпанию «Петербург—5-й канал» во главе с Курковой.
В сентябре 1993 года поддержала указ Ельцина о роспуске парламента. Журналистов своего канала, которые приехали 3 октября в Белый дом и снимали штурм здания изнутри, Куркова уволила за самовольную отлучку. В этом же месяце Куркова закрыла программу Александра Невзорова «600 секунд». В 1994 году, после ряда коррупционных скандалов, члены независимого профсоюза работников искусств выразили недоверие руководству «Пятого канала». 22 сентября 1994 года была жестоко избита в подъезде дома № 13 по улице Бородинской.
В 1995 году Куркова была вынуждена уйти с поста руководителя телекомпании.
В 2000 году назначена на должность директора Петербургской дирекции канала «Культура», а позже также на должность заместителя главного редактора по работе с городом Санкт-Петербургом Главной редакции телеканала «Культура», входящего в состав Всероссийской государственной телевизионной и радиовещательной компании (ВГТРК).
За время работы Куркова создала два десятка многосерийных фильмов о Петербурге. Всего в её фильмографии более 200 документальных лент.
Скончалась 19 января 2023 года на 88-м году жизни в Санкт-Петербурге после тяжёлой болезни. похоронена 23 января на Смоленском кладбище.
Бэлле Курковой посвящён роман Олега Куваева «Территория». Рассказ этого писателя «Берег принцессы Люськи» был также назван в её честь.

## Семья
Первый муж — Вадим Михайлович Тареев (1929—2004), журналист и редактор газеты «Невский глашатай». Второй муж — Сергей Гулин, рядом с которым Куркова похоронена на Смоленском кладбище.

## Награды
- Орден «За заслуги перед Отечеством» III степени (11 июля 2021 года) — за большой вклад в развитие средств массовой информации и многолетнюю плодотворную деятельность[10]
- Орден «За заслуги перед Отечеством» IV степени (16 ноября 2011 года) — за большие заслуги в развитии отечественного телерадиовещания и многолетнюю плодотворную деятельность[11]
- Орден Дружбы (7 февраля 2008 года) — за большой вклад в развитие отечественного телерадиовещания и многолетнюю плодотворную деятельность[12]
- Медаль «Защитнику свободной России» (18 августа 1993 года) — за исполнение гражданского долга при защите демократии и конституционного строя 19 — 21 августа 1991 года[13]
- Медаль «В память 300-летия Санкт-Петербурга» (2003)[14]
- Заслуженный работник культуры РСФСР (25 сентября 1985 года) — за заслуги в области советской культуры и многолетнюю плодотворную работу[15]
- Премия Правительства Российской Федерации в области средств массовой информации (14 декабря 2018 года) — за большой вклад в развитие отечественного телерадиовещания и реализацию уникальных документальных проектов[16]
- Лауреат премии Союза журналистов СССР.
- Благодарность Президента Российской Федерации (7 июня 1996 года) — за большие успехи, достигнутые в работе на телевидении[17]